# Imzad

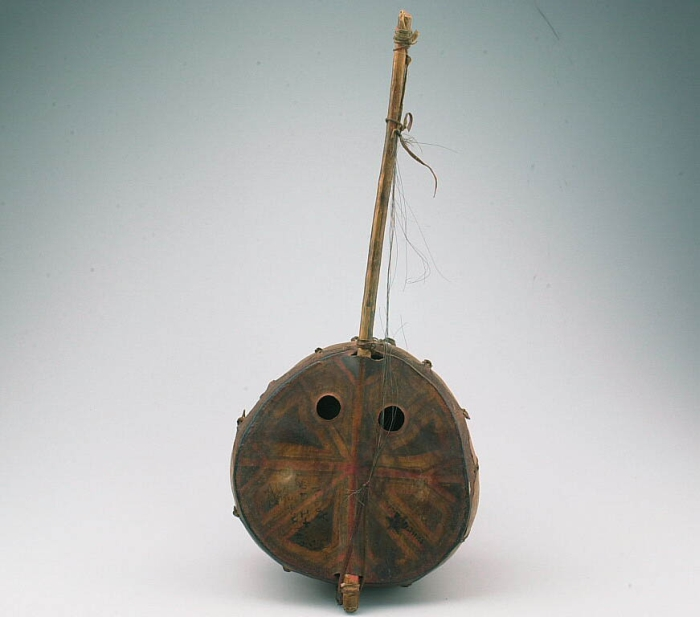
Imzad aus Libyen

Imzad (Tuareg, Plural imzaden, „Haar“), auch anzad, anzhad, ist ein einsaitiges Streichinstrument der Tuareg in der westlichen Sahara und Sahelzone. Die nur von Frauen gespielte Schalenspießlaute wird seit dem Anfang des 20. Jahrhunderts seltener verwendet. Geblieben ist ihre Wertschätzung als aristokratisches Machtsymbol und als das am meisten verehrte Musikinstrument in dieser nomadischen Gesellschaft.
Die „Imzad-Musik der Tuareg von Algerien, Mali und Niger“ wurde 2013 von der UNESCO zum immateriellen Kulturerbe erklärt.

## Kulturelle Bedeutung
In Westafrika südlich der Sahara gehört die imzad zu einer Gruppe von ein- oder zweisaitigen Fiedeln, die solo, zur Gesangsbegleitung und häufig in rituellem Zusammenhang gespielt werden. Bei den Songhai im Niger gibt es die Fiedel godje, bei den Zarma etwas weiter südlich die Ggje, die Dagomba in Nordghana nennen das Streichinstrument gonje, die Hausa goge und in Mali wird die njarka gespielt. Die Anfang des 20. Jahrhunderts für Tunesien beschriebene gugay dürfte praktisch verschwunden sein.
Die imzad ist im gesamten Tuareg-Gebiet verbreitet. Sie gehört mit der dreisaitigen Zupflaute tahardent und der Mörser-Trommel tendé zu den drei wichtigsten traditionellen Musikinstrumenten der Tuareg, deren Musik im Wesentlichen vokal ist. Zu jedem der drei Instrumente haben sich ein eigener Musikstil und eine eigene Gedichtform entwickelt. In den verschiedenen Dialekten des Tamascheq heißt sie im Norden imzad, im Süden anzad und im Westen anzhad. Der Name bedeutet „Haar“ und ist vom Material der Saite abgeleitet. Jede Musikerin besitzt ihr eigenes Instrument.
Die vorkoloniale Tuareg-Gesellschaft war hierarchisch in Klassen strukturiert, deren oberste, die Aristokratenschicht die politische und wirtschaftliche Macht ausübte. Das niedrigste Ansehen genossen aus der Sudanregion stammende schwarze Sklaven (Iklan) und Schmiede (umfasst alle Handwerker, Inaden). Die imzad wurde von den Frauen aller sozialen Schichten gespielt, am weitaus häufigsten jedoch von den aristokratischen Frauen. Von ihnen leitet sich die dem Instrument zugesprochene Macht her. Frauen sangen von der imzad begleitete Lieder, in denen die heroischen Taten der Krieger heraufbeschwört wurden. Kampflieder dienten zur Mobilisierung der Männer, bevor diese gegen befeindete Stämme zogen; in der Erwartung auf Imzad-Melodien bei ihrer siegreichen Rückkehr schöpften sie Kampfesmut.
Bis um 1900 hatten die von Norden vordringenden Franzosen auch den Tuareg-Lebensraum in der Sahara erobert. Durch die Kolonialherrschaft und die Abschaffung der Sklaverei verloren Anfang des 20. Jahrhunderts die Adelsgesellschaft der Tuareg ihre dominante Position, und mit Beendigung der Stammeskriege die imzad ihre eigentliche Zweckbestimmung.
Abgesehen von ihrer Machtsymbolik wird die imzad auch mit Jugend und romantischer Liebe assoziiert. Bei den ahal, Zusammenkünften der männlichen und weiblichen Jugend am Rande des Zeltlagers, die an besonderen Feiertagen stattfinden, tragen die Mädchen von der imzad begleitete Liebeslieder und die jungen Männer Gedichte vor. Mit dem nur noch selten stattfindenden Fest werden Beziehungen geknüpft, Positionen in der Gesellschaft eingenommen und die traditionelle Kultur gepflegt. Gesellschaftliche Normen im Umgang der Geschlechter sind für eine Übergangszeit gelockert. Das Jugendtreffen wird diskret behandelt, das Wort ahal sollte vor der älteren Generation nicht erwähnt werden. Aus diesem Grund wird auch von der imzad nur mit Vorsicht gesprochen. Dem aus Schwarzafrika stammenden Instrument werden gelegentlich magische Fähigkeiten angedichtet, die auf vorislamische Wurzeln zurückgehen. In bestimmten Gegenden waren orthodoxen Muslimen all diese Zusammenhänge Grund genug, die imzad zu verbieten.

## Bauform

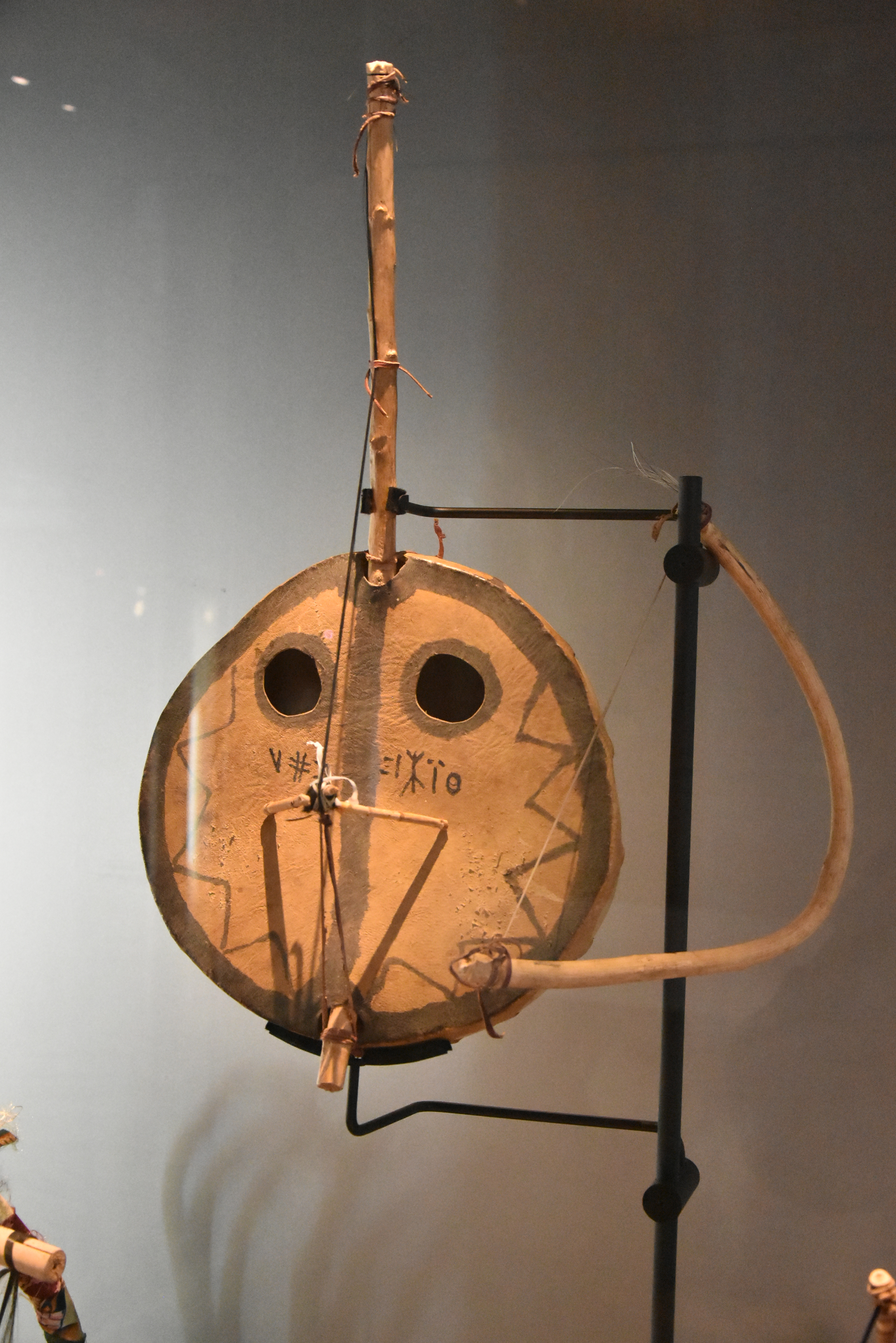
Imzad aus Djanet im Südosten Algeriens

Die Frauen der Inaden sind für die Herstellung der imzad zuständig. Der Korpus besteht aus der halben Schale einer Kalebasse von 25 bis 40 Zentimetern Durchmesser, die mit einer Ziegenhaut bedeckt ist. Die Haut ist durch Schnüre an der Unterseite gespannt und mit roten und grünen Ornamenten bemalt. Diese mit dem Finger aufgetragenen Bemalungen sind bei Instrumenten im Norden häufiger als im Süden. Unterhalb der Decke verläuft über beide Korpusränder hinweg ein runder Stab oder Spieß (taborit) aus einem Ast, der an einer Seite um 30 bis 36 Zentimeter herausragt und den Hals bildet. Daher wird die imzad zu den Spießlauten gezählt, im Unterschied zu den stets gezupften westafrikanischen Binnenspießlauten, bei denen der Halsstab innerhalb des Korpus endet, wie der tahardent, der mauretanischen tidinit oder der keleli im Norden des Tschad. Beidseits der Mitte am Halsaustritt befinden sich in der Hautbespannung zwei Schalllöcher.
Die eine Saite besteht aus etwa 40 Pferdehaaren und verläuft über einen Steg aus zwei dünnen, V-förmig aufgestellten Holzstäben (tizewen, Singular tezewt). Sie ist an beiden Seiten mit Lederriemen (tasayit) befestigt. Gestimmt wird die Saite durch Verschieben des Lederriemens am Hals ungefähr auf den Grundton c, häufig auch e. Der Tonumfang beträgt etwa eine Oktave plus Terz. Der Bogen besteht aus einem im Halbkreis gebogenen Stab. Dessen Pferdehaarbezug wird wie die Saite mit Harz bestrichen.

## Spielweise
Die Musikerinnen spielen im Sitzen, wobei sie das Instrument mit dem Hals schräg vom Körper weg halten. Die Tonhöhe legen sie durch Andrücken der Saiten mit dem Daumen und den übrigen Fingern der linken Hand fest, der Hals fungiert nicht als Griffbrett. Die zweite Harmonische lässt sich mit dem gestreckten kleinen Finger erzeugen, der die Saite leicht berührt. Der Klang ist weich und obertonreich.
Die Musiktradition wird wie die gesamte Tuareg-Kultur unabhängig von ihrem verloren gegangenen Kontext bewahrt und international im Rahmen von Kulturtourismusprojekten gefördert. Die heute praktizierten, regional unterschiedlichen Spielweisen gehen bis auf die 1920er Jahre zurück. Kurze Melodieabschnitte werden mit längeren, sich wiederholenden Phrasen verbunden. Der Gesang kann von Youyous, den bei Frauen in ganz Nordafrika typischen Freudenjodlern, durchsetzt sein. In der algerischen Region Ahaggar am Nordrand der Sahara und im Niger, in der zentralen Region Aïr, steht die Melodie gegenüber dem Rhythmus im Vordergrund und Takte sind kaum herauszuhören. Dagegen wird die Imzad-Musik westlich von Aïr und südlich von Ahaggar in der Region Azawagh, dem Grenzgebiet zu Mali, von einem starken Rhythmus betont. Die wiederkehrenden melodischen Phrasen sind in dieser Region metrisch organisiert.
Als tesawit (tesaweyt) wird eine Poesiegattung bezeichnet, die höchste Wertschätzung genießt und in der Heldentaten und die Liebe besungen werden. Die Texte in lokalen, anderswo schwer verständlichen Dialekten werden solo oder mit Imzad-Begleitung vorgetragen. Männer singen, den Vorlieben der Tuareg-Nomaden entsprechend, mit möglichst hoher Stimme und reich ornamentiert.
In Tuareg-Musikgruppen wie Tartit, die für den internationalen Markt eine Stilmischung aus malischem „Wüsten-Blues“ und traditioneller eigener Musik produzieren, kann eine imzad auch in größerer Besetzung zusammen mit anderen Tuareg-Instrumenten und E-Gitarre eingesetzt werden.